# Змінець
Змінец (словен. Zminec) — поселення в общині Шкофя Лока, Горенський регіон, Словенія. Висота над рівнем моря: 355,4 м.